# 황만익
황만익(1973년 11월 1일 ~ )은 대한민국의 배우이다.

## 학력
- 서울예술대학 연극과

## 출연작

### 영화
- 《공기살인》 (2022년) - 주심판사 역
- 《강철비》 (2017년) - 서홍만 역
- 《대립군》 (2017년) - 자객 1 역
- 《두근두근 내 인생》 (2014년) -방사선 전문의 역
- 《시라노; 연애조작단》 (2010년) - 감독관 역

### 드라마
- 2018년 OCN 주말드라마 《보이스 2》 - 우현식 역
- 2019년 OCN 주말드라마 《보이스 3》 - 우현식 역
- 2019년 SBS 금토드라마 《녹두꽃》 - 김홍집 역
- 2020년 KBS2 월화드라마 《그놈이 그놈이다》 - 김팔도 역
- 2021년 JTBC 수목드라마 《시지프스 : the myth》 - 비행기 진상 손님 역
- 2022년 티빙 금요드라마 《돼지의 왕》 - 박성진 역
- 2022년 KBS2 주말드라마 《삼남매가 용감하게》 - 토미 장 역
- 2023년 MBC 금토드라마 《조선변호사》 - 허 판윤 역
- 2023년 SBS 금토드라마 《소방서 옆 경찰서 그리고 국과수》 - 만능 전파상 역 (특별출연)

### 뮤지컬
- <<워치>> (2019년) - 백정선 역
- <<매디슨카운티의다리>> (2018년) - 버드 역
- 《나폴레옹》 (2017년) - 가라우 역
- 《댄스시어터 컨택트》 (2017년) - 남편/바텐더 역
- 《사랑은 비를 타고》 (2016년) - 동욱 역
- 《뉴시즈》 (2016년) - 퓰리처 역
- 《오케피》 (2015년) - 색소폰 연주자 역
- 《맨 오브 라만차》 (2015년) - 도지사/여관주인 역
- 《지킬 앤 하이드》 (2014년) - 사비지/풀 역
- 《모차르트》 (2014년) - 아르코 백작 역
- 《영웅》 (2014년) - 우덕순 역
- 《완득이》 (2013년) - 똥주 역
- 《뮤직박스》 (2013년) - Mr. Enter 역
- 《락 오브 에이지》 (2012년) - 데니스 역
- 《영웅》 (2012년) - 우덕순 역
- 《헤어스프레이》 (2012년) - 윌버 역
- 《맘마미아》 (2011년) - 해리 역
- 《기쁜 우리 젊은 날》 (2009년) - 영민부 역
- 《시카고》 (2007년) - 에이모스 역
- 《듀엣》 (2006년)
- 《맘마미아》 (2006년) - 빌 역
- 《카르멘》 (2002년)
- 《댄싱 섀도우》
- 《지저스 크라이스트 슈퍼스타》
- 《해상왕 장보고》
- 《팔만대장경》
- 《화랑원술》
- 《누구를 위하여 종은 울리나》
- 《젊은 베르테르의 슬픔》
- 《돈키호테》
- 《프로듀서스》

### 연극
- <<톡톡>> (2018년) -  벵상 역
- 《엠. 버터플라이 M. Buttefly》 (2017년) - 마끄 역
- 《광해 왕이 된 남자》 (2013년) - 박충서 역
- 《피아프》 (2011년)
- 《침향》 (2008년)
- 《벚꽃동산》
- 《공룡의 발자국을 찾아서》
- 《사천의 착한사람》

### 광고
- BBQ치킨 (2010년)

### 방송
- MBC 《스타의 친구를 소개합니다》 (2009년)
- MBC 《개그박스》 (1994년)